# Corrent de Guinea

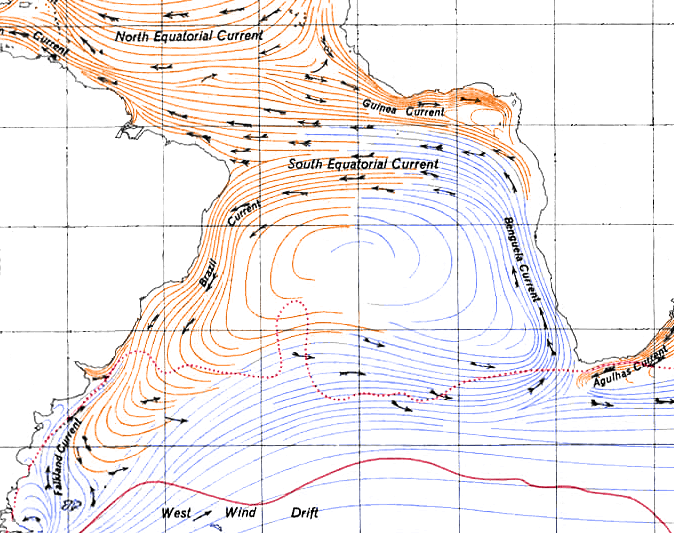
L'esquema dels corrents en l'Atlàntic meridional, entre els quals el de Guinea.

El corrent de la Guinea és un corrent oceànic càlid, superficial i bastant lent que flueix cap a l'est al llarg de la Guinea en proximitat de la costa occidental de l'Àfrica. Hi ha algunes semblances amb el Contra Corrent Equatorial de l'Oceà Índic i del Pacífic. És limitat al nord pel corrent de les Canàries i al sud del Corrent Sub-Equatorial. S'uneix al corrent de Benguela i, junts, es dirigeixen cap a l'oest per formar del Corrent Equatorial del Sud.